# Sloveens voetbalelftal in 2014
Het Sloveens voetbalelftal speelde in totaal acht interlands in het jaar 2014, waaronder vier wedstrijden in de kwalificatiereeks voor de EK-eindronde 2016 in Frankrijk. Slovenië stond onder leiding van bondscoach Srečko Katanec. Op de FIFA-wereldranglijst zakte Slovenië in 2014 van de 29ste (januari 2014) naar de 47ste plaats (december 2014).

## Balans
| Wedstrijden | Wedstrijden | Wedstrijden | Wedstrijden | Doelpunten | Doelpunten | Doelpunten | Punten |
| Gespeeld    | Winst       | Gelijk      | Verlies     | Voor       | Tegen      | Saldo      | Punten |
| ----------- | ----------- | ----------- | ----------- | ---------- | ---------- | ---------- | ------ |
| 10          | 6           | 0           | 4           | 14         | 10         | +4         | 1.200  |

## Interlands
|                                                              |                                       |       |          |                                                                                      |
| 5 maart Vriendschappelijk № 196 «onderlinge duels» 18:00 uur | Algerije                              | 2 – 0 | Slovenië | Stade Mustapha Tchaker, Blida Toeschouwers: 16.000 Scheidsrechter: Sidi Alioum (CMR) |
| 5 maart Vriendschappelijk № 196 «onderlinge duels» 18:00 uur | El Arbi Soudani 45' Saphir Taïder 56' |       |          | Stade Mustapha Tchaker, Blida Toeschouwers: 16.000 Scheidsrechter: Sidi Alioum (CMR) |

|                                                             |                                         |       |          |                                                                                               |
| 4 juni Vriendschappelijk № 197 «onderlinge duels» 20:30 uur | Uruguay                                 | 2 – 0 | Slovenië | Estadio Centenario, Montevideo Toeschouwers: 55.000 Scheidsrechter: Juan Carlos Loustau (ARG) |
| 4 juni Vriendschappelijk № 197 «onderlinge duels» 20:30 uur | Edinson Cavani 37' Christian Stuani 76' |       |          | Estadio Centenario, Montevideo Toeschouwers: 55.000 Scheidsrechter: Juan Carlos Loustau (ARG) |

|                                                             |                                      |       |          |                                                                                   |
| 7 juni Vriendschappelijk № 198 «onderlinge duels» 19:45 uur | Argentinië                           | 2 – 0 | Slovenië | Estadio Único, La Plata Toeschouwers: 52.000 Scheidsrechter: Martín Vázquez (URU) |
| 7 juni Vriendschappelijk № 198 «onderlinge duels» 19:45 uur | Ricardo Álvarez 12' Lionel Messi 76' |       |          | Estadio Único, La Plata Toeschouwers: 52.000 Scheidsrechter: Martín Vázquez (URU) |

|                                                                |               |       |          |                                                                                     |
| 8 september EK-kwalificatie № 199 «onderlinge duels» 20:45 uur | Estland       | 1 – 0 | Slovenië | A. Le Coq Arena, Tallinn Toeschouwers: 6.561 Scheidsrechter: Szymon Marciniak (POL) |
| 8 september EK-kwalificatie № 199 «onderlinge duels» 20:45 uur | Ats Purje 86' |       |          | A. Le Coq Arena, Tallinn Toeschouwers: 6.561 Scheidsrechter: Szymon Marciniak (POL) |

|                                                              |                               |       |             |                                                                                       |
| 9 oktober EK-kwalificatie № 200 «onderlinge duels» 20:45 uur | Slovenië                      | 1 – 0 | Zwitserland | Stadion Ljudski Vrt, Maribor Toeschouwers: 8.500 Scheidsrechter: Wolfgang Stark (GER) |
| 9 oktober EK-kwalificatie № 200 «onderlinge duels» 20:45 uur | Milivoje Novakovič 79' (pen.) |       |             | Stadion Ljudski Vrt, Maribor Toeschouwers: 8.500 Scheidsrechter: Wolfgang Stark (GER) |

|                                                               |          |                                               |          |                                                                                      |
| 12 oktober EK-kwalificatie № 201 «onderlinge duels» 20:45 uur | Litouwen | 0 – 2                                         | Slovenië | LFF Stadionas, Vilnius Toeschouwers: 4.500 Scheidsrechter: Mihalis Koukoulakis (GRE) |
| 12 oktober EK-kwalificatie № 201 «onderlinge duels» 20:45 uur |          | 33' Milivoje Novakovič 37' Milivoje Novakovič |          | LFF Stadionas, Vilnius Toeschouwers: 4.500 Scheidsrechter: Mihalis Koukoulakis (GRE) |

|                                                                |                                                             |       |                             |                                                                                         |
| 15 november EK-kwalificatie № 202 «onderlinge duels» 18:00 uur | Engeland                                                    | 3 – 1 | Slovenië                    | Wembley Stadium, Londen Toeschouwers: 82.305 Scheidsrechter: Olegário Benquerença (POR) |
| 15 november EK-kwalificatie № 202 «onderlinge duels» 18:00 uur | Wayne Rooney 59' (pen.) Danny Welbeck 66' Danny Welbeck 72' |       | 58' (e.d.) Jordan Henderson | Wembley Stadium, Londen Toeschouwers: 82.305 Scheidsrechter: Olegário Benquerença (POR) |

|                                                                  |          |                  |          |                                                                                      |
| 18 november Vriendschappelijk № 203 «onderlinge duels» 18:00 uur | Slovenië | 0 – 1            | Colombia | Stadion Stožice, Ljubljana Toeschouwers: 15.230 Scheidsrechter: Pappas Andreas (GRE) |
| 18 november Vriendschappelijk № 203 «onderlinge duels» 18:00 uur |          | 43' Adrián Ramos |          | Stadion Stožice, Ljubljana Toeschouwers: 15.230 Scheidsrechter: Pappas Andreas (GRE) |

## FIFA-wereldranglijst
| JAN | FEB | MAR | APR | MEI | JUN | JUL | AUG | SEP | OKT | NOV | DEC |
| --- | --- | --- | --- | --- | --- | --- | --- | --- | --- | --- | --- |
| 29  | 27  | 31  | 29  | 29  | 25  | 37  | 39  | 53  | 36  | 45  | 47  |

## Statistieken
| Samir Handanovič   | 1984-07-14 | Inter Milan       | 6 | 0 | 0 | 74 | 0  |
| Vid Belec          | 1990-06-06 | Konyaspor         | 1 | 0 | 0 | 1  | 0  |
| Jan Oblak          | 1993-01-07 | Atlético Madrid   | 1 | 0 | 0 | 4  | 0  |
| Verdediging        |            |                   |   |   |   |    |    |
| Mišo Brečko        | 1984-05-01 | 1. FC Köln        | 7 | 0 | 0 | 72 | 0  |
| Boštjan Cesar      | 1982-07-09 | Chievo Verona     | 7 | 0 | 0 | 80 | 6  |
| Branko Ilić        | 1983-02-06 | Partizan Belgrado | 5 | 0 | 0 | 56 | 0  |
| Andraž Struna      | 1989-04-23 | PAS Giannina      | 4 | 3 | 0 | 17 | 0  |
| Miral Samardžić    | 1987-02-17 | HNK Rijeka        | 3 | 1 | 0 | 5  | 0  |
| Bojan Jokić        | 1986-05-17 | Villarreal CF     | 3 | 0 | 0 | 68 | 1  |
| Erik Janža         | 1993-06-21 | NK Domžale        | 1 | 0 | 0 | 1  | 0  |
| Dominic Maroh      | 1987-03-04 | 1. FC Köln        | 1 | 0 | 0 | 6  | 0  |
| Siniša Anđelković  | 1986-02-13 | US Palermo        | 0 | 1 | 0 | 4  | 0  |
| Gregor Balažic     | 1988-02-12 | Karpaty Lviv      | 0 | 1 | 0 | 2  | 0  |
| Petar Stojanović   | 1995-10-07 | NK Maribor        | 0 | 1 | 0 | 1  | 0  |
| Middenveld         |            |                   |   |   |   |    |    |
| Jasmin Kurtič      | 1989-01-10 | AC Fiorentina     | 6 | 2 | 0 | 23 | 1  |
| Rajko Rotman       | 1989-03-19 | Büyükşehir B.     | 4 | 1 | 0 | 5  | 0  |
| Josip Iličič       | 1988-01-29 | AC Fiorentina     | 4 | 0 | 0 | 27 | 1  |
| Dalibor Stevanovič | 1984-09-27 | Torpedo Moskou    | 4 | 0 | 0 | 21 | 1  |
| Nejc Pečnik        | 1986-01-03 | Rode Ster B.      | 2 | 4 | 0 | 26 | 4  |
| Aleš Mertelj       | 1987-03-22 | NK Maribor        | 2 | 4 | 0 | 14 | 0  |
| Martin Milec       | 1991-09-20 | Standard Luik     | 1 | 1 | 0 | 4  | 0  |
| Željko Filipović   | 1988-10-03 | NK Maribor        | 1 | 0 | 0 | 4  | 0  |
| Goran Cvijanovič   | 1986-09-09 | NK Maribor        | 1 | 0 | 0 | 4  | 0  |
| René Krhin         | 1990-05-21 | Inter Milaan      | 1 | 0 | 0 | 16 | 1  |
| Damjan Bohar       | 1991-10-18 | NK Maribor        | 0 | 1 | 0 | 1  | 0  |
| Aanval             |            |                   |   |   |   |    |    |
| Milivoje Novakovič | 1979-05-18 | Shimizu S-Pulse   | 6 | 0 | 3 | 67 | 28 |
| Andraž Kirm        | 1984-09-06 | FC Groningen      | 6 | 0 | 0 | 65 | 6  |
| Kevin Kampl        | 1990-10-09 | RB Salzburg       | 5 | 0 | 0 | 14 | 1  |
| Valter Birsa       | 1986-08-07 | Chievo Verona     | 2 | 0 | 0 | 67 | 5  |
| Dejan Lazarević    | 1990-02-15 | Chievo Verona     | 1 | 6 | 0 | 13 | 0  |
| Roman Bezjak       | 1989-02-21 | PFK Ludogorets    | 1 | 1 | 0 | 5  | 0  |
| Zlatan Ljubijankič | 1983-12-15 | Omiya Ardija      | 1 | 1 | 0 | 44 | 6  |
| Robert Berič       | 1991-06-17 | Rapid Wien        | 1 | 0 | 0 | 4  | 0  |
| Džengis Čavušević  | 1987-11-26 | FC St. Gallen     | 0 | 1 | 0 | 2  | 0  |
| Ivan Firer         | 1984-11-19 | NK Rudar Velenje  | 0 | 1 | 0 | 1  | 0  |
| Tim Matavž         | 1989-01-13 | FC Augsburg       | 0 | 1 | 0 | 28 | 10 |